# Опочна
Опочна (рус. Опочна) руска је река која протиче преко територије Палкинског рејона на крајњем западу Псковске области. Лева је притока реке Вјаде (притоке Великаје), те део басена реке Нарве, односно Финског залива Балтичког мора. Целом дужином свога тока протиче преко Псковске низије.
У Вјаду се улива на њеном 24 километру узводно од ушћа, као њена лева притока. Укупна дужина водотока је 27 km, а површина сливног подручја око 153 km².